# Unité neurovasculaire
 (février 2014).
En France, une unité neurovasculaire (UNV) est un service de soins rattaché à un service hospitalier de neurologie. Elle se compose de deux entités :
- une unité de soins intensifs neurovasculaire (USINV) permettant la surveillance 24 h sur 24 des patients hospitalisés pour un accident vasculaire cérébral (AVC) et nécessitant une surveillance intensive neurologique et hémodynamique ;
- une unité dite « de repli » ou « dédiée » permettant d'assurer aux patients une prise en charge spécialisée une fois qu'il n'y a plus nécessité d'une surveillance intensive.

Elle est sous la responsabilité d'un médecin neurologue et implique la présence, outre d'une équipe soignante, d'un neurologue ou d'un médecin titulaire du diplôme inter-universitaire de pathologie neurovasculaire de garde sur place ou en astreinte.

## Nombre d'UNV en France selon les régions[1]
| Carte                      | Nom                        | Départements | Nombre d'UNV | Hôpitaux dotés d'une UNV |
| -------------------------- | -------------------------- | --- | ------------ | --- |
| Alsace                     | Alsace                     | Bas-Rhin (67) Haut-Rhin (68) | 3            | Hôpitaux universitaires de Strasbourg Centre hospitalier Hasenrain de Mulhouse Centre hospitalier Louis-Pasteur de Colmar                                                                                               |
| Aquitaine                  | Aquitaine                  | Dordogne (24) Gironde (33) Landes (40) Lot-et-Garonne (47) Pyrénées-Atlantiques (64)                                                   | 9            | Centre hospitalier universitaire de Bordeaux, CH d'Arcachon, CH de Libourne, Centre hospitalier de la Côte Basque, CH de Pau, Centre hospitalier de Périgueux, CH de Mont-de-Marsan, CH de Dax-côte d'argent, CH d'Agen |
| Auvergne                   | Auvergne                   | Allier (03) Cantal (15) Haute-Loire (43) Puy-de-Dôme (63)                                                                              | 1            | |
| Bourgogne                  | Bourgogne                  | Côte-d'Or (21) Nièvre (58) Saône-et-Loire (71) Yonne (89)                                                                              | 2            | CHU de Dijon Centre hospitalier William-Morey de Chalon-sur-Saône |
| Bretagne                   | Bretagne                   | Côtes-d'Armor (22) Finistère (29) Ille-et-Vilaine (35) Morbihan (56)                                                                   | 8            | |
| Centre                     | Centre-Val de Loire        | Cher (18) Eure-et-Loir (28) Indre (36) Indre-et-Loire (37) Loir-et-Cher (41) Loiret (45)                                               | 5            | |
| Champagne-Ardenne          | Champagne-Ardenne          | Ardennes (08) Aube (10) Marne (51) Haute-Marne (52)                                                                                    | 1            | |
| Corse                      | Corse                      | Corse-du-Sud (2A) Haute-Corse (2B) | 1            | |
| Franche-Comté              | Franche-Comté              | Doubs (25) Jura (39) Haute-Saône (70) Territoire de Belfort (90)                                                                       | 3            | Hôpital Jean-Minjoz de Besançon Hôpital Nord Franche-Comté Centre hospitalier de Vesoul Centre hospitalier de Lons-le-Saunier                                                                                           |
| Guadeloupe                 | Guadeloupe                 | Guadeloupe (971) | 1            | |
| Guyane                     | Guyane                     | Guyane (973) | 0            | |
| Île-de-France              | Île-de-France              | Paris (75) Essonne (91) Hauts-de-Seine (92) Seine-Saint-Denis (93) Seine-et-Marne (77) Val-de-Marne (94) Val-d'Oise (95) Yvelines (78) | 19           | |
| Languedoc-Roussillon       | Languedoc-Roussillon       | Aude (11) Gard (30) Hérault (34) Lozère (48) Pyrénées-Orientales (66)                                                                  | 6            | |
| Limousin                   | Limousin                   | Corrèze (19) Creuse (23) Haute-Vienne (87)                                                                                             | 1            | |
| Lorraine                   | Lorraine                   | Meurthe-et-Moselle (54) Meuse (55) Moselle (57) Vosges (88)                                                                            | 3            | |
| Martinique                 | Martinique                 | Martinique (972) | 1            | |
| Mayotte                    | Mayotte                    | Mayotte (976) | 0            | |
| Midi-Pyrénées              | Midi-Pyrénées              | Ariège (09) Aveyron (12) Haute-Garonne (31) Gers (32) Lot (46) Hautes-Pyrénées (65) Tarn (81) Tarn-et-Garonne (82)                     | 11           | |
| Nord-Pas-de-Calais         | Nord-Pas-de-Calais         | Nord (59) Pas-de-Calais (62) | 11           | |
| Basse-Normandie            | Basse-Normandie            | Calvados (14) Manche (50) Orne (61) | 4            | Centre hospitalier universitaire de Caen Centre hospitalier public du Cotentin Centre hospitalier mémorial France - États-Unis Centre hospitalier Robert Bisson de Lisieux                                              |
| Haute-Normandie            | Haute-Normandie            | Eure (27) Seine-Maritime (76) | 2            | |
| Pays de la Loire           | Pays de la Loire           | Loire-Atlantique (44) Maine-et-Loire (49) Mayenne (53) Sarthe (72) Vendée (85)                                                         | 4            | |
| Picardie                   | Picardie                   | Aisne (02) Oise (60) Somme (80) | 6            | |
| Poitou-Charentes           | Poitou-Charentes           | Charente (16) Charente-Maritime (17) Deux-Sèvres (79) Vienne (86)                                                                      | 3            | |
| Provence-Alpes-Côte d'Azur | Provence-Alpes-Côte d'Azur | Alpes-de-Haute-Provence (04) Hautes-Alpes (05) Alpes-Maritimes (06) Bouches-du-Rhône (13) Var (83) Vaucluse (84)                       | 7            | Assistance publique - Hôpitaux de Marseille, CHU de Nice, Hôpital d'instruction des armées Sainte-Anne, Centre hospitalier intercommunal Toulon-La Seyne-sur-Mer, CH de Cannes, CH du pays d'Aix, CH d'Avignon          |
| Réunion                    | La Réunion                 | La Réunion (974) | 2            | |
| Rhône-Alpes                | Rhône-Alpes                | Ain (01) Ardèche (07) Drôme (26) Isère (38) Loire (42) Rhône (69) Savoie (73) Haute-Savoie (74)                                        | 9            | |